# La donna cannone/Canta canta
La donna cannone/Canta canta è un singolo del cantautore italiano Francesco De Gregori, pubblicato nel 1983 come unico estratto dal mini-LP La donna cannone.

## Descrizione

### La donna cannone
La donna cannone è ispirata da un articolo di cronaca intitolato La donna cannone molla tutti e se ne va, che raccontava la crisi di un circo ormai orfano del suo numero di maggior successo fuggito per inseguire un suo grande amore dato che a quell'epoca "le regole del circo" non lo permettevano.

### Canta canta
Canta canta racconta la storia di un uomo appena scarcerato (il titolo è la traduzione in italiano di Sing Sing).
Secondo la testimonianza di Luciano Torani, la musica è ripresa da un vecchio brano musicale inedito di De Gregori degli anni settanta.

## Pubblicazione
Il singolo è stato commercializzato dalla RCA Victor per il solo mercato francese. In Italia il singolo è stato pubblicato dalla RCA Italiana solo in versione Juke-box.

## Tracce
Testi e musiche di Francesco De Gregori.
Lato A
1. La donna cannone – 4:39

Lato B
1. Canta canta – 2:50

## Formazione
- Francesco De Gregori – voce, chitarra; armonica a bocca in Canta canta
- Marco Manusso – chitarra acustica
- Mario Scotti – basso
- Mimmo Locasciulli – pianoforte
- Luciano Torani – tastiera
- Massimo Buzzi – batteria
- Renato Serio – arrangiamento e direzione strumenti ad arco